# Гретна (Манитоба)
Гретна (англ. Gretna) — город в области Пембина-Вэлли, в южной части провинции Манитоба на границе Канады и США.
На севере граничит с сельским муниципалитетом Райнленд, на юге — с округом Пембина, штат Северная Дакота.
Численность по данным переписи населения на 2021 год составляет 511 человек. Площадь — 2,79 км².

## История
Поселение было основано европейскими переселенцами в начале XIX века, привлечёнными мигрирующими стадами бизонов. Первоначально поселение было известно под названием Место Контрабандиста (англ. Smuggler's Point). В 1818 году, после подписания договора о границе между Британской Империей и США, поселение превратилось в пограничный и таможенный пункт. Благодаря стратегическому географическому положению город вошёл в сферу интересов Канадской тихоокеанской железной дороги, которая поощаряла строительство зерновых элеваторов в этом районе. Считается, что современное название городу дал основатель одной из городских компаний по переработке зерна, уроженец Шотландии Уильям Огилви в честь приграничного шотландского города Гретна-Грин.

## Население
По данным переписи населения 2021 года , проведенной Статистическим управлением Канады , в Гретне проживало 511 человек, проживающих в 197 из 210 частных домов, что на -5,5% меньше, чем в 2016 году, когда население составляло 541 человек.
При площади земли в 2,79 км², плотность населения составляет 183,1 человек на км² на 2021 году.

## Транспорт
Близ города пролегает провинциальное шоссе 30. Гретна является центром транспортировки нефти из Канады в США.